# Hudson, Wisconsin
Hudson är administrativ huvudort i St. Croix County i Wisconsin i USA. Enligt 2010 års folkräkning hade Hudson 12 719 invånare.

## Kända personer från Hudson
- Davis Drewiske, ishockeyspelare
- James A. Frear, politiker
- Ian McCoshen, ishockeyspelare